# Untitled (How Could This Happen to Me?)
Untitled (How Could This Happen to Me?) – ballada pop-rockowa kanadyjskiej grupy Simple Plan, którą wydano jako 3. singiel z drugiej płyty formacji.

## Lista utworów
1. „Untitled (How Could This Happen to Me?)” – 3:28
2. „Welcome to My Life” (na żywo) – 4:13
3. „Jump” (na żywo) – 3:48